# آور باروش
آور باروش (بالعبرية: אור ברוך‏) (29 نوفمبر 1991 بحيفا في إسرائيل - ) هو لاعب كرة قدم إسرائيلي في مركز الهجوم. شارك مع منتخب إسرائيل تحت 21 سنة لكرة القدم. أما مع النوادي، فقد لعب مع تايجرز أونال وشيكاغو فاير ومكابي نتانيا ونادي بني يهودا تل أبيب ونادي بيل-بيين.

## وصلات خارجية
- آور باروش على موقع الدوري الأمريكي (الإنجليزية)
- آور باروش على موقع قاعدة بيانات كرة القدم.إي يو (الإنجليزية)
- آور باروش على موقع Soccerway.com (الإنجليزية)